# Centinela del Mar
Centinela del Mar es una localidad argentina del partido de General Alvarado, en la provincia de Buenos Aires.

## Descripción
La localidad balnearia se encuentra a 38 km de Mar del Sud, Partido de General Alvarado, y en la actualidad su desarrollo urbano es mínimo. Hay poco más de dos docenas de casas. A fines de 2021, la localidad no cuenta con señal de telefonía móvil. Cuenta con señal de internet inalámbrica desde proveedor en Mechongué. Es importante tener en cuenta que esta localidad se encuentra a más de 20 km de tierra, antes de llegar a ella. Además, hay distintas formas de llegar a las playas, pero hay que tener en cuenta que por los cambios climáticos hay caminos con mucha arena que genera que muchos autos se queden enterrados, sobre todo para el camino de la playa que tiene el mejor abra y mar. Al ser un lugar tan chico y con tan poca población, es difícil encontrar personas para pedir ayuda. 
Por otro lado, este lugar tan lindo no cuenta con guardadas, ni seguridad cerca. Es muy importante tener eso en cuenta.

## Población
Cuenta con 4 habitantes (Indec, 2022) en forma estable.